# Klutiana brevistriata
Klutiana brevistriata är en stekelart som först beskrevs av Kusigemati 1983.  Klutiana brevistriata ingår i släktet Klutiana och familjen brokparasitsteklar. Inga underarter finns listade i Catalogue of Life.